# Dipoenata balboae
Dipoenata balboae là một loài nhện trong họ Theridiidae.
Loài này thuộc chi Dipoenata. Dipoenata balboae được Arthur Merton Chickering miêu tả năm 1943.